# 丰冈弘
丰冈弘（日语：／ Toyooka Hiroshi，1969年1月14日—），日本男子自行车运动员。他曾代表日本参加1986年和1990年亚洲运动会自行车比赛，获得二枚银牌。他也曾参加1988年夏季奥林匹克运动会。